# Copeoglossum
Copeoglossum – rodzaj jaszczurek z podrodziny Mabuyinae w rodzinie scynkowatych (Scincidae).

## Zasięg występowania
Rodzaj obejmuje gatunki występujące w środkowej, północnej i wschodniej Ameryce Południowej. 

## Morfologia
Długość ciała 91–121 mm.

## Systematyka

### Etymologia
Copeoglossum (rodz. nijaki): gr. κοπευς kopeus „dłuto”; γλωσσα glōssa „język”. 

### Podział systematyczny
Do rodzaju należą następujące gatunki: 
- Copeoglossum arajara
- Copeoglossum aurae
- Copeoglossum margaritae
- Copeoglossum nigropunctatum
- Copeoglossum redondae